# Mutua Leridana de Seguros
La Mutua Leridana de Seguros és una obra de Lleida protegida com a bé cultural d'interès local.

## Descripció
Edifici d'habitatges entre mitgeres, de planta baixa, quatre pisos i golfes. La façana presenta obertures ordenadament distribuïdes i arrebossat imitant la pedra. Compta amb alguns detalls d'estil eclèctic que imiten aspectes medievals. A l'interior trobem una escala de grans dimensions, feta de fusta de Guinea i marbres, que porta fins a la primera planta, amb inspiració gòtica.

## Història
Ampliació de la façana posterior, amb tres plantes d'oficines adossades.